# エマージェンシーブランケット

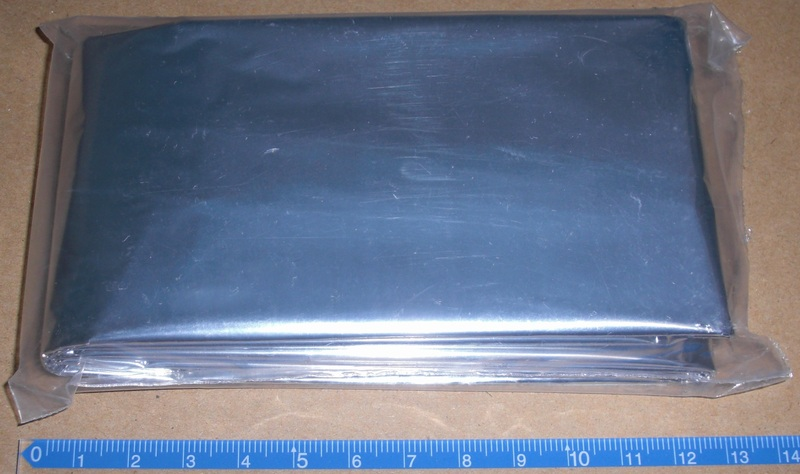
折り畳んだ状態のエマージェンシーブランケット

エマージェンシーブランケットは、極薄素材で作られた防風・防寒用・防水のシート。主に災害時や遭難時などの非日常的な状態において、毛布や布団などを確保できない状態での使用を想定したもので、ポリエステル製のフィルムにアルミニウムを蒸着して作られているものが多い。エマージェンシーシートともいう。類似したものでスペースブランケット（Space blanket）といって、アポロ計画技術による保温断熱素材を利用したアメリカ航空宇宙局正式認定製品もあり、バラエティ番組「『ぷっ』すま」で取り上げられて話題となった。

## 概要
畳んだ状態では10数センチメートル程度の手のひらサイズの大きさであり、薄い素材のために軽く持ち運べ、広げると体を覆う大きさとなり、就寝時の寝具代わりや防風・防水・防寒用のシートとして使用できる。ホームセンターやアウトドアショップでもよく販売されているほか、100円ショップで購入可能な事もある。保存食や保存飲料水などとともに、防災用品のセット品に含まれていることもある。世界各国の軍隊や救急機関などでも採用されており、意識を失った状態の体温保持には絶大な効果を発揮している。
後述のように諸々の欠点を孕んではいるものの、優れた携帯性や、安価な上に取り扱っている店舗が多いために入手しやすく、費用対効果に優れた用品と言える。アウトドアやバックパッキングを体系化した人物といわれる作家のコリン・フレッチャーも、アウトドアのバイブルといわれる自著『コンプリート・ウォーカー』において、アウドドアに持参して損のないグッズとして取り上げている。持ち運びが便利なことから、防災非常袋に加え、普段の通勤鞄や自動車の中に備えている人も多い。

## 用途

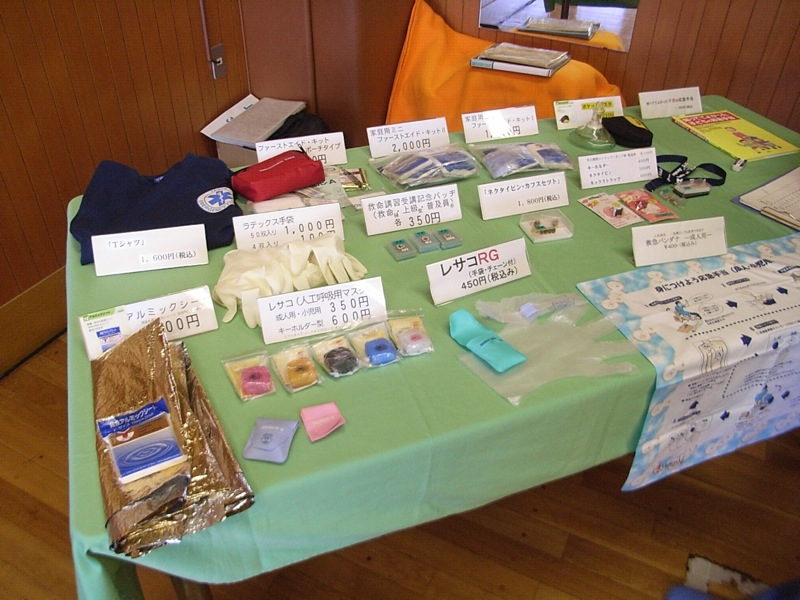
アルミックシート

就寝時に毛布代わりに使用するのが主である。毛布数枚分の保温力を持つという特長がしばしば売り文句にされているが、厳密にはこの極薄のシート状素材の蓄熱能力はそれほど大きくなく、素材の防風・防水効果によって外からの冷気を防ぎ、体から放たれる体温をブランケットが反射し、さらにブランケットと体との間の空気の層で温度を保つといったほうが正しい。
そのほかにも、プライバシーが確保しにくい収容避難場所での生活において、カーテン状に使用して周囲からの目を遮った場所を作り、トイレ、着替えや洗濯、授乳などを行うといった使い道もある。前述のように熱を反射するため、火を焚いて暖をとる際に後ろに張れば、ストーブのように反射板がわりとなる。
ほかにも怪我人に対して三角巾や担架の代用としたり、絞ってロープ代わりにするといった用途も考えられている。表面が光りやすい素材のため、山岳などでの遭難時には目印にもなる。
非常時以外にもアウトドアやレジャーなどにおいて、急な雨天に備えての防水シート、または日よけとして使用することもできる。日常時でも保温力を利用し、水筒やペットボトルなどの飲み物を包み、冷温のままで保持するといった用途もある。

## 注意点
就寝時の使用においては、素材が非常に薄いため、わずかな風でブランケットがめくれると、たちまち熱が奪われることとなる。特に子供が使った場合、子供は落ち着きのない動きが多いために冷えやすいと指摘されている。こうした欠点を補うため、袋状や筒状の構造になったものもある。
ほかにも、素材が薄いために破れやすいことや、通常時に小さく折り畳まれている反面、一旦広げてしまうと元のような小ささに折り畳むことが困難な商品もある、などの欠点が挙げられる。これらのことから、事実上使い捨てか、繰り返して使用するにしてもせいぜい2-3回が限度との指摘もある。また防水性が高い素材のために、内部の湿気も外に逃げにくく、寒期に気密状態を長時間保つと結露しやすい。これらの点から、通常の寝具のない事態を想定した品のために論点のずれる意見ではあるが、結局は毛布のような寝具のほうが便利との意見もある。
また、乳児に対して用いた場合、乳児は体温が高くなりやすいために、この品を用いると逆に体温が高くなりすぎ汗冷えを起こしやすい、通気性がないために窒息の可能性も高いといった危険性も指摘されている。子供を抱えた母親が防災用品を購入する際には、子供用品で普段の出費が多いことから、こうした安価な防災用品に手を伸ばし、これらのような危険性へと近づきやすいとの意見もある。
2013年、日本自動車連盟(JAF)が「吹雪に閉じ込められた自動車内でのサバイバル」を想定した実験では、エマージェンシーブランケットのみ装着した者は、何も対策をしていない者の倍程度の時間は堪えられたものの、比較的通気性の良い冬山用寝袋を使用している者や、懐炉を装着して毛布を被っている者と異なり、8時間の想定耐久時間に達することなく中途脱落している。この実験によりエマージェンシーブランケットは、無風かつ極めて低温の室内では発汗により発生した水分が結露し、末端から凍りつき、却って装着者の体力を消耗させてしまう欠点が判明しており、JAFはエマージェンシーブランケットのみでこのような状況に対処することは、必ずしも適切な行為とは言えないと結論付けている。